# Collegio Schiantarelli (Asola)
Il Collegio Schiantarelli (Palazzo Tosio) di Asola è situato in via Mazzini (un tempo Via Porta Chiese), a metà dei portici dove si apre via Schiantarelli.

## Storia
Il conte Paolo Tosio nel 1825 commissionò all'architetto Rodolfo Vantini la costruzione del palazzo che avrebbe dovuto ospitare la sua pinacoteca (ora a Brescia), per meglio raccogliere la sua collezione privata di quadri e marmi, raccolti girando l'Europa, per il limitato spazio nel palazzo padronale di Sorbara.
Nel 1826 i lavori furono bruscamente interrotti con un solo porticato lungo la contrada. Il fatto avvenne quando alcuni nobili locali passeggiando per la via si fecero udire, forse involontariamente, dal conte, esclamando: "il conte di Sorbara sta aprendo bottega anche in Asola". Irritato da queste parole, il conte poco dopo si trasferì a Brescia, mentre la moglie contessa Paolina Bergonzi di Parma rimase a Sorbara.
L'incompiuta opera dopo la morte di Paolo Tosio, avvenuta nel settembre 1843, fu donata dall'erede alla comunità di Asola.
Fu rialzata al piano superiore con un successivo lascito nel 1852 dal benefattore filantropo Antonio Schiantarelli per crearvi delle Scuole Ginnasiali. Il palazzo nel 1863 divenne infatti un convitto-collegio e ancora oggi ne resta l'iscrizione a ricordarne la storia.
Nel corso degli anni ha ospitato la Scuola Media ai piani superiori e dei negozi sotto i portici, una Scuola di Avviamento Professionale con indirizzo agrario e una caserma della Guardia di Finanza.
Dopo importanti lavori di ristrutturazione dal 2002 ospita gli uffici dell'ASL di Asola.

## Descrizione
Si presenta con una tipica architettura neoclassica. È costituito da un portico con archi in bugnato poggiati su pilastri rettangolari e da un primo piano con finestre ad arco.
Un cornicione fa da coronamento all'edificio, appena interrotto da un timpano che sormonta il corpo centrale con l'iscrizione ''Collegio Schiantarelli''.